# Kapogea sexnotata
Kapogea sexnotata là một loài nhện trong họ Araneidae.
Loài này thuộc chi Kapogea. Kapogea sexnotata được Eugène Simon miêu tả năm 1895.